# Associazione Calcio Monza 1924-1925
Questa voce raccoglie le informazioni riguardanti l'Associazione Calcio Monza nelle competizioni ufficiali della stagione 1924-1925.

## Stagione
Il Monza viene rinforzato con l'arrivo di due calciatori milanesi (Cacciatori e Ranzini), cosa mai fatta prima dal club biancazzurro che per motivi economici aveva sempre preferito nelle stagioni precedenti utilizzare solo calciatori locali.
Il campionato vede comunque i biancazzurri non lottare né per la promozione né per la retrocessione ottenendo la salvezza in anticipo, con 17 punti raccolgono il quinto posto finale appaiati alla Juventus Italia. Il torneo è stato vinto dal Como con 26 punti, ammesso alle finali per la promozione in Prima Divisione.

## Rosa
| N. |                   | Ruolo | Calciatore          |
| -- | ----------------- | ----- | ------------------- |
|    | Italia (bandiera) | C     | Mario Antonioli     |
|    | Italia (bandiera) | A     | Giovanni Bianchi    |
|    | Italia (bandiera) | A     | Angelo Cacciatori   |
|    | Italia (bandiera) | A     | Giuseppe Cattaneo   |
|    | Italia (bandiera) | D     | Enrico Colombo (II) |
|    | Italia (bandiera) | C     | Luigi Colombo (I)   |
|    | Italia (bandiera) | C     | Marco Confalonieri  |
|    | Italia (bandiera) | A     | Luigi Crippa        |
|    | Italia (bandiera) | A     | Francesco Fossati   |
|    | Italia (bandiera) | A     | Pietro Lorenzini    |

| N. |                   | Ruolo | Calciatore          |
| -- | ----------------- | ----- | ------------------- |
|    | Italia (bandiera) | C     | Luigi Maiocchi      |
|    | Italia (bandiera) | P     | Antonio Pagnoni     |
|    | Italia (bandiera) | D     | Piatti              |
|    | Italia (bandiera) | P     | Angelo Piffarerio   |
|    | Italia (bandiera) | A     | Luigi Pirovano      |
|    | Italia (bandiera) | C     | Francesco Ranzini   |
|    | Italia (bandiera) | C     | L. Sironi           |
|    | Italia (bandiera) | A     | Ambrogio Trabattoni |
|    | Italia (bandiera) | A     | Carlo Villa         |

## Arrivi e partenze
| Acquisti | Acquisti          | Acquisti | Acquisti   |
| R.       | Nome              | da       | Modalità   |
| -------- | ----------------- | -------- | ---------- |
| C        | Francesco Ranzini | Marelli  | definitivo |

| Cessioni | Cessioni            | Cessioni    | Cessioni            |
| R.       | Nome                | a           | Modalità            |
| -------- | ------------------- | ----------- | ------------------- |
| A        | Rinaldo Cazzaniga   | ???         | lasciato libero     |
| ?        | Raffaele Graziani   | ???         | definitivo          |
| C        | Giuseppe Pastorutti | Pro Gorizia | fine ferma militare |
| ?        | Mario Vegetti       | ???         | svincolato          |

## Risultati

### Girone di andata
| Arbitro: | Cerri (Milano) |

|                                   |           |           |
| Lorenzini 5’ Piatti 57’ Villa 65’ | Marcatori | 25’ Gatti |

| Arbitro: | Ferro (Milano) |

|                         |           |                         |
| Piatti 18’ Pirovano 53’ | Marcatori | 30’, 51’, 54’ Azzimonti |

| Arbitro: | Battaglia (Bergamo) |

|              |           |  |
| A. Cetti 30’ | Marcatori |  |

| Bergamo 7 dicembre 1924 4ª giornata | Atalanta          | 0 – 0 | Monza | Campo della Clementina\| Arbitro: \| Bellandi (Milano) \| |
| Arbitro:                            | Bellandi (Milano) |       |       |                                                           |

| Arbitro: | Ramponi (Milano) |

|                                                        |           |                                                          |
| Piatti 13’ E. Colombo 39’ (rig.) L. Colombo 65’ (rig.) | Marcatori | 18’, 90’ Seccatore 42’, 75’ Liebhardt 43’ Guglielminotti |

| Arbitro: | Sianesi (Milano) |

|            |           |                                |
| Alvisi 73’ | Marcatori | 55’, 86’ C. Villa 68’ Cattaneo |

| Arbitro: | Palestra (Pavia) |

|                                                        |           |                                    |
| Besia 25’ Comi 31’, 53’ Missaglia 39’ Pagenstecher 76’ | Marcatori | 15’ Cattaneo 49’ (rig.) L. Colombo |

| Arbitro: | Sianesi (Milano) |

|              |           |                                       |
| C. Villa 28’ | Marcatori | 15’ Motta 34’ Galimberti 70’ Orsenigo |

| Arbitro: | Ronco (Cornigliano) |

|                        |           |                          |
| Villa 18’ Cattaneo 51’ | Marcatori | 37’ Gazzola 75’ Robecchi |

### Girone di ritorno
| Arbitro: | Kroner (Milano) |

|                  |           |                  |
| Gatti 40’ (rig.) | Marcatori | 4’ (rig.) Crippa |

| Arbitro: | Vedda (Vercelli) |

|              |           |                         |
| Crosta I 60’ | Marcatori | 45’ Lorenzini 65’ Villa |

| Como 15 febbraio 1925 12ª giornata | Monza             | 0 – 0 | Como | Campo di via dei Mille\| Arbitro: \| Cattaneo (Milano) \| |
| Arbitro:                           | Cattaneo (Milano) |       |      |                                                           |

| Arbitro: | Beretta (Novi Ligure) |

|                                |           |                         |
| Piatti 42’ Cattaneo 52’ (rig.) | Marcatori | 7’ Varasi 36’ Pasinetti |

| Arbitro: | Vota (Torino) |

|                      |           |          |
| Seccatore 88’ (rig.) | Marcatori | 4’ Villa |

| Arbitro: | Casetta (Milano) |

|                       |           |  |
| Villa 5’ Cattaneo 30’ | Marcatori |  |

| Arbitro: | Beretta (Novi Ligure) |

|  |           |                   |
|  | Marcatori | 25’ (aut.) Sironi |

| Legnano 29 marzo 1925 17ª giornata | Trevigliese           | 0 – 0 | Monza | Campo Comunale\| Arbitro: \| Biagini (Alessandria) \| |
| Arbitro:                           | Biagini (Alessandria) |       |       |                                                       |

| Arbitro: | Milano (Vercelli) |

|                 |           |                               |
| Pasqualetto 35’ | Marcatori | 40’ (rig.) Cattaneo 81’ Villa |